# Revolution (píseň, Nevada Tan)
Revolution je singl německé skupiny Nevada Tan, který vyšel 30. března roku 2007. Píseň pochází z jejich debutového alba Niemand hört dich.
Videoklip ke singlu byl natáčen 1. února 2007 a režie se ujal J. Heitmann. Za kameru se postavil D. Diemannsberger.
Byly uveřejněny 6 verzí každá se jiným členem skupiny.